# شهاب‌الدین تلعفری
شهاب‌الدین، محمد بن یوسف شِیبانی تَلَعْفَری (۱۱۹۷ - ۱۲۷۷م) شاعر عراقی در سدهٔ هفتم هجری بود که بیشتر در شام زیست.